# Fibrat
Fibrații reprezintă o clasă de acizi carboxilici amfifili care sunt utilizați ca agenți hipolipemianți. Sunt utilizați în multe forme de hipercolesterolemie, dar nu se asociază cu statine pentru a reduce riscul de apariția a rabdomiolizei.
Fibrații stimulează receptorii PPAR-alfa (engleză peroxisome proliferator activated receptor), care reglează expresia genică ce mediază metabolismul trigliceridelor și al HDL. În urma acestei interacții are loc reducerea sintezei de acizi grași, trigliceride și VLDL și o creștere a sintezei de HDL.

## Reprezentanți

Clofibrat de aluminiu
Bezafibrat
Ciprofibrat
Fenofibrat de colină
Clinofibrat
Clofibrat
Clofibrid
Fenofibrat
Gemfibrozil
Ronifibrat
Simfibrat